# Государственная академическая капелла Санкт-Петербурга
Госуда́рственная академи́ческая капе́лла Санкт-Петербу́рга — российская концертная организация города Санкт-Петербурга, включающая в себя старейший в России профессиональный хоровой коллектив (учреждён в Москве в 1476 году указом царя Ивана III как Хор государевых певчих дьяков), симфонический оркестр и собственный концертный зал. До 1955 года в состав Капеллы также входило хоровое училище.

## История
В 1476 году указом Ивана III образован Хор государевых певчих дьяков в Москве.
В 1479 году к Хору государевых певчих дьяков добавлены малолетние певчие.
12 августа 1479 года Хор государевых певчих дьяков участвует в освящении первого каменного храма Московского кремля — Успенского собора.
В 1564 году Хор государевых певчих дьяков участвует в закладке Никитского собора Никитского монастыря.
2 мая 1703 года певчие участвуют в молебне по случаю взятия шведского города Ниеншанц. 16 мая 1703 года Хор государевых певчих дьяков участвует в торжественном богослужении, посвящённом закладке Санкт-Петербурга.
В 1713 году государевы певчие дьяки по указу Петра I были введены в организованный им Придворный хор.
В 1796 году директором Придворной певческой капеллы стал композитор Д. Бортнянский.
В 1810 году Капелла располагается в комплексе зданий на набережной реки Мойки, дом 20, перестроенных в 1886—1889 годах по проекту Л. Н. Бенуа. Концертный зал Капеллы считается одним из лучших в Европе по своей акустике.
В 1816 году директор Капеллы получает право осуществлять цензуру на издание и исполнение русской духовной музыки.
В 1846 году при Капелле открыты регентские, а в 1859 году — инструментальные классы, на основе которых в 1944 году создано Хоровое училище. В числе педагогов Капеллы до начала XX века: М. И. Глинка, Г. Я. Ломакин, Н. А. Римский-Корсаков, А. К. Лядов, Н. А. Соколов.
В 1920 году в хор Капеллы, изначально состоявший из мужчин и мальчиков, введены женские голоса, а в Хоровое училище в течение нескольких лет принимали девочек.
В 1944 году часть эвакуированных воспитанников Капеллы переехала в Москву, где на их основе создано Московское хоровое училище (ныне — Академия хорового искусства имени В. С. Попова).
В 1954 году Капелле и Хоровому училищу при ней присвоено имя русского композитора Михаила Ивановича Глинки. С 1955 года Хоровое училище имени М. И. Глинки и его хор мальчиков являются самостоятельной организацией (с 1986 года располагаются по улице Мастерской, дом 4).
В 1991 году при Капелле создан симфонический оркестр (художественный руководитель и главный дирижёр — Александр Чернушенко).

## Названия
- Хор государевых певчих дьяков (с 1479 года)
- Придворный хор (с 1701 года)
- Императорская придворная певческая капелла (с 15 октября 1763 года)
- Петроградская народная хоровая академия (с 31 июля 1918 года)
- Петроградская государственная капелла (с 1 июля 1922 года)
- Петроградская государственная академическая капелла (с 19 октября 1922 года)
- Ленинградская государственная академическая капелла (с 26 января 1924 года)
- Ленинградская государственная академическая капелла имени М. И. Глинки (с 27 мая 1954 года)
- Певческая капелла Санкт-Петербурга (с 6 июня 1991 года, наименование применяется отдельно к хору Капеллы)
- Государственная академическая капелла Санкт-Петербурга (с 12 февраля 1992 года)

## Управляющие Капеллой до революции
- Полторацкий, Марк Фёдорович (1763 — 24 апреля 1795)
- Бортнянский, Дмитрий Степанович (11 ноября 1796 — 27 сентября 1825)
- Дубянский, Дмитрий Михайлович (15 октября 1825 — 12 декабря 1825)
- Львов, Фёдор Петрович (20 марта 1826—1836)
- Львов, Алексей Фёдорович (1837—1861)
- Бахметев, Николай Иванович (1861—1883)
- Шереметев, Сергей Дмитриевич (1883—1894) — начальник Капеллы
- Балакирев, Милий Алексеевич (1883—1894)
- Бражников, Константин Павлович (21 декабря 1894 — 1 апреля 1895)
- Аренский, Антон Степанович (30 марта 1895 — 6 мая 1901)
- Шереметев, Александр Дмитриевич (1901—1917) — начальник Капеллы
- Смоленский, Степан Васильевич (1901—1903)
- Кленовский, Николай Семёнович (1903–1906)
- Соловьёв, Николай Феопемптович (1906—1912)
- Гроздов, Христофор Николаевич[2] (16 марта 1912–1919)

## Художественные руководители Капеллы в XX веке
- Смирнов, Степан Александрович (1878—1903)
- Богданов, Палладий Андреевич (1903—1913)
- Климов, Михаил Георгиевич (1913—1935)
- Кудрявцева, Елизавета Петровна (исп. обяз.: 1935—1936, 1941—1943, 1953—1955)
- Данилин, Николай Михайлович (1936—1937)
- Свешников, Александр Васильевич (1937—1941)
- Миклашевский, Игорь Сергеевич (1 ноября 1941 — 10 марта 1942 у части хора, остававшейся в блокадном Ленинграде)
- Дмитревский, Георгий Александрович (1 августа 1943—1953)
- Анисимов, Александр Иванович (1955—1965)
- Минин, Владимир Николаевич (1965—1967)
- Козлов, Фёдор Михайлович (1967—1972)
- Михайлов, Авенир Васильевич (1972—1974)
- Чернушенко, Владислав Александрович (с 1974 по наст. вр.)

## Администрация в XX — XXI веках
- Климов, Михаил Георгиевич (1919 — 17 июня 1931)
- Самойлов, Евгений Васильевич (17 июня 1931 — 27 июля 1933)
- Головачёв, Роман Иванович (27 июля 1933 — 28 июля 1934)
- Чернобильский, Абрам Яковлевич (28 июля 1934 — 7 мая 1937)
- Кинн, Фридрих Петрович (25 апреля — 20 сентября 1937)
- Свешников, Александр Васильевич (13 октября 1937 — 26 октября 1940)
- Басов, В. И. (26 октября 1940 — 12 мая1941, и. о.)
- Лешков, А. А. (12 мая — 22 июня 1941)
- Агафонов, Виктор Алексеевич (22 июня 1941–...)
- Крупнов, Сергей Дмитриевич (...1941...)
- Лебедев, Дмитрий Николаевич (1941–1943, 1950–1955)
- Хруцкий, Викентий Викентьевич (1943–1946)
- Боровецкий, Владимир Владимирович (1946–1950)
- Анисимов, Александр Иванович (1955—1965)
- Эткинд, Исаак Григорьевич (1965–1967)
- Выходцева, Евгения Дмитриевна (1967—1972)
- Яковлев, Кирилл Иванович (1972—1976)
- Лавров, Виталий Константинович (1976—1983, 1988—2001)
- Ларионов, Вячеслав Львович (1983—1988)
- Колчин, Евгений Евгеньевич (2001—2006)
- Хомова, Ольга Сергеевна (с 2006 по настоящее время)

## Здание
Капелла с 1810 занимает комплекс зданий, выходящий одной своей стороной на набережную реки Мойки (д. 20), а другой на Большую Конюшенную улицу (д. 11). Современный вид зданию придал архитектор Леонтий Бенуа в результате капитальной перестройки 1886—1889 годов. В середине XVIII века здесь находились здания Комедиантского дома «Анбар для комедий» (1723 г., арх. Н. Ф. Гербель) и деревянный загородный дом гоф-хирурга Х. М. Паульсена. В 1773 году этот дом был продан архитектору Ю. М. Фельтену, который вскоре вместо него построил каменный особняк, где сам и поселился. Леонтий Бенуа при перестройке частично использовал здание Фельтена.
Благодаря соседству с Певческой капеллой получил своё название Певческий мост.
Фриз концертного зала Капеллы украшают имена семи деятелей, послуживших русскому церковному пению или напрямую Капелле: Разумовский, Ломакин, Львов, Бортнянский, Глинка, Турчанинов, Потулов.
В сентябре 1941 года во время фашистской бомбардировки одна из неразорвавшихся бомб расколола Царский павильон Капеллы, после чего он был снесён. В 2000 году по проекту архитектора В. Н. Вороновой Царский павильон построен заново.

### Архитекторы, участвовавшие в перестройках здания
- Фельтен, Юрий Матвеевич (1777)
- Руска, Луиджи Иванович (1810)
- Шарлемань, Людвиг Иванович (1830, 1836—1837)
- Виллерс, Пётр Лукич (1830, 1834)
- Кольман, А. К. (1851—1852, 1857)
- Кузьмин, Роман Иванович (1857)
- Бенуа, Леонтий Николаевич (1886—1889, 1910)
- Гейслер, Михаил Фёдорович (1900)
- Гуслистый, Борис Фёдорович (…1910…)
- Пронин, Арсений Семёнович (1915—1917…)
- Воронова, Валентина Николаевна (2000)